# Donalda (Alberta)
Donalda est un village (village) du Comté de Stettler No 6, situé dans la province canadienne d'Alberta.

## Démographie
En tant que localité désignée dans le recensement de 2011, Donalda a une population de 259 habitants dans 119 de ses 140 logements, soit une variation de 15,6 % avec la population de 2006. Avec une superficie de 0,987 4 km2, village possède une densité de population de 262,305 0 hab/km2 en 2011.
Concernant le recensement de 2006, Donalda abritait 224 habitants dans 108 de ses 115 logements. Avec une superficie de 0,987 4 km2, village possédait une densité de population de 226,9 hab/km2 en 2006.
| 2001 | 2006 | 2011 | 2016 |
| ---- | ---- | ---- | ---- |
| 230  | 224  | 259  | 219  |